# There's Too Much Blue In Missing You
«There's Too Much Blue In Missing You» (en español "Hay demasiada tristeza extrañándote") es un tema perteneciente al primer álbum de Modern Talking, The 1st Album, compuesto, arreglado y producido por Dieter Bohlen y que fue publicado como sencillo solamente en Australia. Es la única canción del grupo en la que Dieter Bohlen se aventuró a cantar. Además, esta balada incorporó un estupendo solo de saxo que fue interpretado por un virtuoso músico alemán de la época. El tema es uno de los pocos "lentos" que ha registrado esta agrupación de una larga trayectoria en Europa y el mundo. También apareció regularmente en emblemáticos programas de TV alemanes, especialmente en el "Hitparade" de la segunda televisora alemana (ZDF).

## Sencillos
7" Single, LS-1639, Liberation Records, año 1985
Lado A. There's Too Much Blue In Missing You	4:40
Lado B. Do You Wanna  4:22

## Otras versiones

### Versión de John Christian
En 1985, en paralelo con la publicación de Moder Talking, el cantante alemán John Cristian grabó «There's Too Much Blue In Missing You» y lo publicó como sencillo en formato de 7" y 12" para el mercado alemán. La producción estuvo a cargo de Dieter Bohlen.

7" Single, MRCS 2073, Mega Records, año 1985
Lado A. There's Too Much Blue In Missing You	3:42
Lado B. There's Too Much Blue In Missing You (Instrumental)  4:41

12" Single, 883 149-1, Polydor, año 1985
Lado A. There's Too Much Blue In Missing You (Special Maxi Version)	4:41
Lado B. There's Too Much Blue In Missing You (Instrumental)  4:41

### Versión de Nino de Angelo
En 1989, el cantante alemán Nino de Angelo grabó «There's Too Much Blue In Missing You» y lo publicó en formato vinilo de 7" y 12" y en CD sencillo, en el lado B del sencillo "Samuraj/There's Too Much Blue In Missing You" para el mercado alemán. La producción estuvo a cargo del mismo de Nino de Angelo. El tema también forma parte del álbum de estudio "Samuraj" de 1989.